# NGC 3264
NGC 3264 في الفهرس العام الجديد، هي مجرة، تقع في كوكبة الدب الأكبر. اكتشفت في 9 فبراير 1831 بواسطة جون هيرشل.

## روابط خارجية
- NGC 3264 على موقع ويكي سكاي: DSS2, SDSS, GALEX, IRAS, Hydrogen α, X-Ray, Astrophoto, Sky Map, Articles and images